# Patrick Robinson (scrittore)
Patrick Robinson (Canterbury, 21 gennaio 1940) è uno scrittore britannico.

## Biografia
Patrick Robinson alla professione di giornalista ha spesso affiancato, con successo, quella di scrittore. Tra le sue opere si ricordano Decade of Champions e One Hundred Days, resoconto sulla guerra delle Falkland scritto con l'ammiraglio Sir Sandy Woodward. Con il suo primo romanzo, Classe Nimitz, si è imposto tra i migliori autori di romanzi d'avventura e d'azione sui mari.

## Opere

### Ciclo di Arnold Morgan
1. 1997 - Classe Nimitz (Nimitz Class), Longanesi (ISBN 9788830414044)
2. 1998 - Classe Kilo (Kilo Class), Longanesi (ISBN 9788830414839)
3. 1999 - Invisibile (H.M.S. Unseen), Longanesi (ISBN 9788830416901)
4. 2000 - Seawolf (Seawolf o U.S.S. Seawolf), Longanesi (ISBN 9788830419278)
5. 2001 - USS Shark (The Shark Mutiny), Longanesi (ISBN 9788830419681)
6. 2003 - Barracuda 945 (Barracuda 945), Longanesi (ISBN 9788830421165)
7. 2004 - Scimitar SL-2 (Scimitar Sl2), Longanesi (ISBN 9788830422377)
8. 2005 - Hunter Killer (Hunter Killer), Longanesi (ISBN 9788830423541)
9. 2008 - Ghost Force (Ghost Force), Longanesi (ISBN 9788830424760)
10. 2009 - Fino alla morte (To the Death), Longanesi (ISBN 9788830426610)

### Ciclo di Mack Bedford
1. 2010 - L'attentatore (Diamondhead), Longanesi (ISBN 9788830427570)
2. 2010 - Interceptor (Intercept), Longanesi (ISBN 9788830431799)
3. 2011 - Delta Solution
4. 2012 - Power Play

### Altri romanzi
- 2002 - Slider

### Saggi
- 1985 - Born to Win - scritto con John Bertrand
- 1989 - True Blue - scritto con Daniel Topolski
- 1992 - One Hundred Days - scritto con Sandy Woodward
- 2007 - Lone Survivor - scritto con Marcus Luttrell